# 沙寶·伊斯特凡
沙寶·伊斯特凡（Szabó István，1938年2月18日—）是匈牙利電影導演，柏林影展最佳导演和奥斯卡最佳外语片得主。

## 生平
沙寶·伊斯特凡的雙親是Szabó Mária與István，父親是一位醫生。

## 作品
- 諾言（Bizalom）
- 1980年 千面惡魔（Mephisto）柏林影展最佳导演、奥斯卡最佳外语片
- 雷德上校（Oberst Red）
- 陽光情人（Sunshine）
- Being Julia

## 外部連結
- 沙寶·伊斯特凡在互联网电影资料库（IMDb）上的資料（英文）
- 沙寶·伊斯特凡在豆瓣上的资料（简体中文）